# Assedio di Petelia
L'assedio di Petelia venne posto verso la fine del 216 a.C. o gli inizi del 215 a.C. da parte dell'esercito cartaginese sulla città della Magna Grecia,  Petelia.

## Contesto storico
Dopo la schiacciante vittoria a Canne (216 a.C.), Annibale raggiunse i primi importanti risultati politico-strategici. Alcuni centri cominciarono a abbandonare i Romani, come Campani, Atellani, Calatini, parte dell'Apulia, i Sanniti (ad esclusione dei Pentri), tutti i Bruzi, i Lucani, gli Uzentini e quasi tutto il litorale greco, i Tarentini, quelli di Metaponto, di Crotone, di Locri e tutti i Galli cisalpini, e poi Compsa, insieme agli Irpini. Non si arrese invece Neapolis, rimasta fedele a Roma.
Il comandante cartaginese inviò a sud nel Bruzio il fratello Magone con una parte delle sue forze, per accogliere la resa di quelle città che abbandonavano i Romani e costringere con la forza quelle che si rifiutavano di farlo. Annibale, invece, con il grosso dell'esercito, si diresse in Campania dove riuscì ad ottenere dopo una serie di trattative la defezione di Capua che a quell'epoca era ancora, per importanza, la seconda città della penisola, dopo Roma.

### Casus belli
I Petelini, rimasti fedeli ai Romani, furono attaccati non solo dai Cartaginesi, che occupavano la loro regione, ma anche dai Bruzi che si erano invece alleati ad Annibale. Questi allora decisero di inviare dei loro ambasciatori a Roma per chiedere un contingente di soldati a loro difesa. Purtroppo il senato romano, rispose che avrebbero dovuto resistere da soli, poiché i Romani erano impegnati su numerosi fronti, tanto più che si trattava di alleati troppo lontani da proteggere.

## Assedio

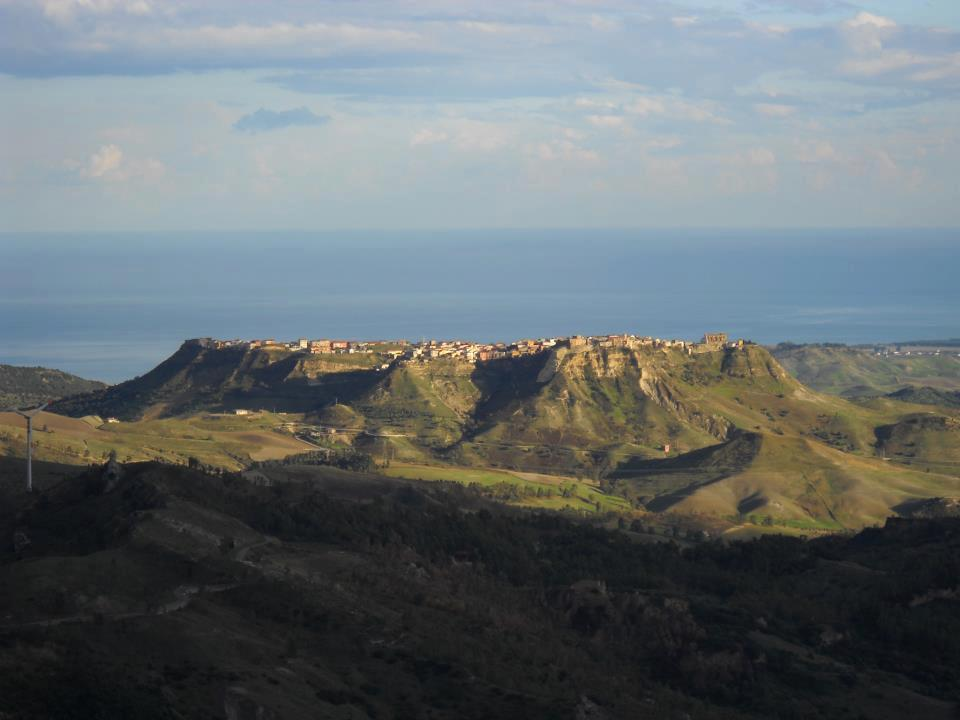
La moderna città di Strongoli che alcuni studiosi identificano con l'antica Petelia

Gli abitanti di Petelia, una volta venuti a conoscenza di quanto aveva loro risposto il senato di Roma, furono colti da dolore e spavento, meditando alcuni di abbandonare la città per rifugiarsi dove si poteva. Il giorno seguente, gli ottimati cittadini fecero prevalere la decisione che fossero raccolte tutte le provviste necessarie e trasportate in città, oltre a fortificare meglio le mura, pronti a resistere ad un imminente assedio da parte dei Cartaginesi.
Non passò molto tempo che vennero assediati dalle milizie inviate da Annibale. Arrivarono a resistere fino al punto di cibarsi di tutte le pelli che trovarono in città, oltre a cortecce e teneri ramoscelli di tutte le piante che trovarono.
(Livio, XXIII, 30.3-4.)

## Conseguenze
Dopo aver retto a un lungo assedio, durato 11 mesi, poiché i Romani erano impossibilitati ad aiutarli, col loro consenso, si arresero. La città venne espugnata da Imilcone, prefetto di Annibale. La vittoria costò ai Cartaginesi molto sangue e ferite. Nessun'altra forza poté in questo assedio più della fame.
Arresasi Petelia, Annibale condusse l'esercito a Cosenza, che dopo una difesa meno dura, cadde in mano ai Cartaginesi. Contemporaneamente un esercito di Bruzi, assediò e occupò un'altra città greca, Crotone, a esclusione della sola rocca, abitata da meno di 2 000 persone. Anche i Locresi passarono ai Bruzi e ai Cartaginesi. Solo i Reggini conservarono fino all'ultimo la fedeltà a Roma e la propria indipendenza.